# 성주경찰서
성주경찰서(星州警察署, Seongju Police Station)는 경상북도경찰청이 관할하는 경찰서 중 하나이다. 경상북도 성주군 일대를 관할한다. 경상북도 성주군 성주읍 성주순환로 251(성산리 24-1)에 위치하고 있다.
서장은 총경으로 보한다.

## 기본 정보
- 주소: 경상북도 성주군 성주읍 성주순환로 251(성산리 24-1)
- 우편번호: 719-804

## 관할 파출소
성주경찰서는 7개의 파출소를 산하에 두고 있다.
| 명칭       | 사진 | 주소                | 관할구역       | 치안센터     |
| ---------- | ---- | ------------------- | -------------- | ------------ |
| 성주파출소 |      | 성주읍 성밖숲길 151 | 성주읍         |              |
| 선남파출소 |      | 선남면 관하길 90    | 선남면         |              |
| 용암파출소 |      | 용암면 운용로 1025  | 용암면         |              |
| 초전파출소 |      | 초전면 대장길 111   | 초전면, 월항면 | 월항치안센터 |
| 벽진파출소 |      | 벽진면 벽봉로 17    | 벽진면, 대가면 | 대가치안센터 |
| 가천파출소 |      | 가천면 가천로 73    | 가천면, 금수면 | 금수치안센터 |
| 수륜파출소 |      | 수륜면 참별로 917   | 수륜면         |              |